# Comuna Târgșoru Vechi, Prahova
Târgșoru Vechi este o comună în județul Prahova, Muntenia, România, formată din satele Stăncești, Strejnicu (reședința), Târgșoru Vechi și Zahanaua.

## Geografie
Comuna se află în câmpia piemontană a Ploieștilor, la vest de municipiul Ploiești, pe malul stâng al râului Prahova, care formează limita sa de sud-vest. În partea de sud, comuna este străbătută de șoseaua DN1A, unul din drumurile naționale care leagă Ploieștiul de București. Lângă Strejnicu, acest drum se intersectează cu șoseaua județeană DJ140, care o leagă spre nord-vest de Ariceștii Rahtivani (unde se termină în DN72) și spre sud de Brazi și Puchenii Mari (unde se termină în DN1). În satul Strejnicu, din acest drum se ramifică șoseaua județeană DJ129G, care duce spre est la Ploiești (unde se intersectează cu același DN1).

## Demografie
Componența etnică a comunei Târgșoru Vechi
     Români (87,7%)
     Alte etnii (0,34%)
     Necunoscută (11,96%)
Componența confesională a comunei Târgșoru Vechi
     Ortodocși (77,23%)
     Creștini după evanghelie (4,99%)
     Penticostali (2,66%)
     Alte religii (1,83%)
     Necunoscută (13,28%)
Conform recensământului efectuat în 2021, populația comunei Târgșoru Vechi se ridică la 10.434 de locuitori, în creștere față de recensământul anterior din 2011, când fuseseră înregistrați 9.117 locuitori. Majoritatea locuitorilor sunt români (87,7%), iar pentru 11,96% nu se cunoaște apartenența etnică. Din punct de vedere confesional, majoritatea locuitorilor sunt ortodocși (77,23%), cu minorități de creștini după evanghelie (4,99%) și penticostali (2,66%), iar pentru 13,28% nu se cunoaște apartenența confesională.

## Politică și administrație
Comuna Târgșoru Vechi este administrată de un primar și un consiliu local compus din 17 consilieri. Primarul, Eugen-Gheorghe Petre[*], de la Partidul Social Democrat, este în funcție din 1 noiembrie 2024. Începând cu alegerile locale din 2024, consiliul local are următoarea componență pe partide politice:
|  | Partid                          | Consilieri | Componența Consiliului | Componența Consiliului | Componența Consiliului | Componența Consiliului | Componența Consiliului | Componența Consiliului |
|  | ------------------------------- | ---------- | ---------------------- | ---------------------- | ---------------------- | ---------------------- | ---------------------- | ---------------------- |
|  | Partidul Social Democrat        | 6          |                        |                        |                        |                        |                        |                        |
|  | Partidul Național Liberal       | 4          |                        |                        |                        |                        |                        |                        |
|  | Alianța Dreapta Unită           | 4          |                        |                        |                        |                        |                        |                        |
|  | Partidul România în Acțiune     | 2          |                        |                        |                        |                        |                        |                        |
|  | Alianța pentru Unirea Românilor | 1          |                        |                        |                        |                        |                        |                        |

## Istorie
La sfârșitul secolului al XIX-lea, comuna Târgșoru Vechi făcea parte din plasa Târgșorul din județul Prahova și era formată din satele Târgșoru, Stăncești, Dedulești și Colțu, având în total 803 locuitori. Comuna avea o fabrică de spirt, 4 mori de apă, o școală și două biserici — una în Târgșoru, fondată în 1884 și una în Stăncești datând din 1874. În acea perioadă, satul Strejnicu constituia o comună de sine stătătoare, cu 941 de locuitori, având o biserică fondată de locuitori în 1881. Satul Zahanaua făcea pe atunci parte din comuna Negoești. Anuarul Socec din 1925 consemnează comuna Târgșorul Vechi cu satele Colțu de Jos, Stăncești și Târgșoru Vechi în aceeași plasă și cu o populație de 1140 de locuitori, în vreme ce comuna Strejnicu avea 1754 de locuitori.
În 1950, comunele au fost arondate orașului regional Ploiești, reședința regiunii Prahova și apoi (după 1952) a regiunii Ploiești. În 1968, comuna Strejnicu s-a desființat, fiind comasată cu comuna Târgșoru Vechi (a cărei reședință s-a mutat Strejnicu), devenind comună suburbană a municipiului Ploiești, până în 1981, când a fost subordonată direct județului Prahova. Tot în 1968, comunei i s-a alipit și satul Zahanaua, după ce comuna Negoești a fost desființată.

## Monumente istorice

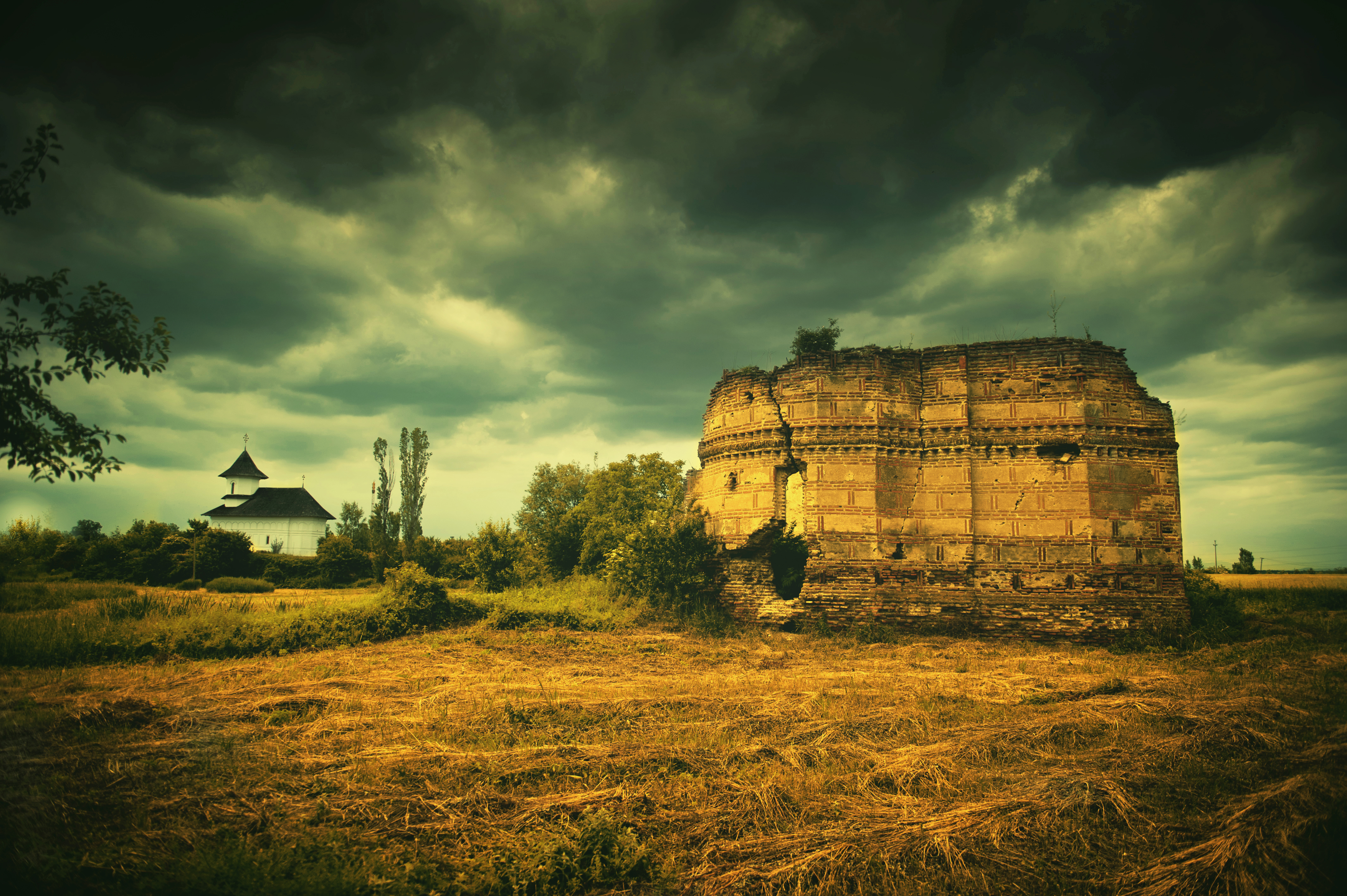
Ruinele Bisericii Albe din Târgșoru Vechi

În comuna Târgșoru Vechi se află situl arheologic de la Târgșoru Vechi, aflat în punctul „la Mănăstire”, unde s-au găsit urme de așezări din eneolitic (cultura Gumelnița), neoliticul timpuriu (cultura Starčevo-Criș), neolitic (cultura Boian), Epoca Bronzului (cultura Tei), perioada Latène, Halstattul târziu (cultura Ferigile-Bârsești), secolul al II-lea e.n., secolele al V-lea–al VII-lea și secolele al XV-lea–al XVII-lea, precum și două necropole din secolele al II-lea–al III-lea și din secolul al IV-lea e.n.
În rest, alte cinci obiective din comună sunt incluse în lista monumentelor istorice din județul Prahova ca monumente de interes local. Unul este un alt sit arheologic, așezarea din Epoca Bronzului (cultura Tei) găsită la 500 m vest de fosta moară din Târgșoru Vechi. Alte trei obiective sunt clasificate ca monumente de arhitectură: biserica „Sfinții Arhangheli Mihail și Gavriil” și „Sfântul Ierarh Nicolae” a mănăstirii Turnu a lui Antonie-Vodă (1669–1672, reconstruită pe ruine în 1997), ruinele Bisericii Albe (1570) și ruinele Bisericii Roșii a lui Mihnea Turcitul (sfârșitul secolului al XVI-lea), toate trei aflate în situl arheologic Târgșoru Vechi. Celălalt obiectiv, clasificat ca monument memorial sau funerar, îl constituie cele două pisanii ale bisericii vechi din Stăncești (secolul al XVI-lea, 1720).